# Андреас Ларссон
Андреас Ларссон  (швед. Andreas Larsson, 13 серпня 1974) — шведський гандболіст, олімпійський медаліст.

## Виступи на Олімпіадах
| Олімпіада    | Дисципліна | Місце |
| ------------ | ---------- | ----- |
| Атланта 1996 | гандбол    | 2     |
| Сідней 2000  | гандбол    | 2     |